# Districtul Nedroma
Nedroma este un district din provincia Tlemcen, Algeria.